# Addictions (album d'Amir)
Pour les articles homonymes, voir Addictions.
Albums de Amir
Au cœur de moi
(2016) Ressources
(2020)
Singles
1. No Vacancy (en)
Sortie : mai 2017
2. États d'amour
Sortie : septembre 2017
3. Tout passe
Sortie : octobre 2017
4. Les Rues de ma peine
Sortie : janvier 2018
5. Anja
Sortie : juin 2018
6. Longtemps
Sortie : 19 août 2018
7. 5 minutes avec toi
Sortie : 15 février 2019

Addictions est le deuxième album studio du chanteur franco-israelien Amir sorti le 27 octobre 2017 au label Warner Music. Il est réédité le 9 novembre 2018 avec quatorze titres inédits.

## Promotion
Le premier extrait du second album est No Vacancy, adaptation franco-anglaise d'une chanson du groupe OneRepublic. Le single sort le 26 mai 2017. Le titre est par la suite intégré à la tracklist de la tournée Au cœur de moi.
Le deuxième single États d'amour sort le 24 août 2017 ainsi que la lyric-vidéo de la chanson (la pochette du single est révélée le 21 août). Le clip sort le 20 septembre 2017. Réalisé par Francis Cutter pour HK Corp, il met en scène Amir accompagné de la comédienne et danseuse Caroline Blot.
La pochette définitive de l'album est révélée le 7 septembre 2017.
Le 27 octobre 2017 sort également une « édition collector spéciale fan » comprenant l'album majoré de trois titres bonus, un lot inédit de quatre écussons labellisés « Always Smile » et un sac shopping « Amir ». Par ailleurs, toute commande de cet article permet le téléchargement d'un titre inédit : Qu'est-ce qu'on gardera ?.
Le 24 janvier 2018, Amir révèle sur les réseaux sociaux une lyric-vidéo de Les Rues de ma peine, prochain single. Pour l'occasion, un défi est lancé aux fans : envoyer un extrait vidéo où ils se filment en train d'interpréter un extrait de la chanson avec la lyric-vidéo qui reprend les codes des vidéos de karaoké. Les gagnants auront (entre autres) droit a deux places pour le concert de leur choix sur la tournée Addictions. Le 9 février, le clip de la chanson, tournée à Hong-Kong un mois plus tôt et réalisé par Anthony Ghnassia sort sur Internet.
Longtemps, le sixième single extrait de l'album, sort en août 2018. Au mois de novembre de la même année, Addictions est réédité en une « Deluxe Edition » de deux CD, dont l'un de quatorze nouvelles chansons

## Liste des titres
Édition standard (ou Édition deluxe CD 1)
| 1.       | Que seront les hommes ?        | Nazim Khaled / Amir Haddad - N.Khaled / R.Nyadjiko                                                                        | 2:58 |
| 2.       | États d'amour                  | A.Haddad - Martin Bresso - Nazim Khaled / A.Haddad - M.Bresso - R.Rebillaud                                               | 3:39 |
| 3.       | Tout passe                     | A.Haddad - N.Khaled - Tété                                                                                                | 3:43 |
| 4.       | Les Rues de ma peine           | A.Haddad - N.Khaled / A.Haddad - N.Khaled - E.Pradelles                                                                   | 3:44 |
| 5.       | Il était une femme             | J.Poligné - N.Khaled - G.Boscaro - Alexandra Maquet / A.Haddad - N.Khaled - A.Maquet - J.Poligné - G.Boscaro              | 2:52 |
| 6.       | Le Cœur dans les cordes        | A.Haddad - N.Khaled / A.Haddad - N.Khaled - S.Lisbonne                                                                    | 3:07 |
| 7.       | Sors de ma tête                | A.Haddad - N.Khaled / A.Haddad - N.Khaled - Skalpovich                                                                    | 4:05 |
| 8.       | L'Amourant                     | A.Haddad - Tété / A.Haddad - D.Esposito                                                                                   | 2:55 |
| 9.       | Opium                          | A.Haddad - M.Bresso - N.Khaled / A.Haddad - M.Bresso - N.Khaled - M.Tosi - William Grigahcine - L.Wilthien - J-N.Wilthien | 3:16 |
| 10.      | Que le temps s'arrête          | A.Haddad - N.Khaled / A.Haddad - N.Khaled - P-L.Faure - A.Levron                                                          | 3:30 |
| 11.      | Idéale idylle (avec Lital)     | A.Haddad - N.Khaled | 3:31 |
| 12.      | Laisse la vie faire            | N.Khaled / N.Khaled - R.Nyadjiko                                                                                          | 3:45 |
| 13.      | No Vacancy (feat. OneRepublic) | A.Haddad - R.Tedder - T.E.Hermansen - M.Storleer Eriksen / R.Tedder - T.E.Hermansen - M.Storleer Eriksen                  | 3:43 |
| 14.      | La Nuit                        | A.Haddad - M.Bresso - N.Khaled / A.Haddad - M.Bresso - N.Khaled - E.Pradelles - S.Lisbonne                                | 3:21 |
| 15.      | Anja                           | Nazim Khaled - Guillaume Boscaro                                                                                          | 5:37 |
| 16.      | Et toi (titre bonus)           | A.Haddad - E.Greff / A.Haddad - E.Greff - M.Tosi - L.Wilthien - J-N.Wilthien                                              | 3:04 |
| 17.      | L'Impasse (titre bonus)        | A.Haddad - J.Poligne - N.Khaled - A.Maquet / N.Khaled - A.Maquet - J.Poligne                                              | 2:41 |
| 18.      | Boréale aurore (titre bonus)   | A.Haddad - N.Khaled / A.Haddad - N.Khaled - Skalpovich                                                                    | 3:58 |
| 01:03:37 |                                | |      |

Édition deluxe CD 2
| No  | Titre                   | Durée |
| --- | ----------------------- | ----- |
| 1.  | Longtemps               | 3:39  |
| 2.  | Smile                   | 3:17  |
| 3.  | French Kiss             | 3:07  |
| 4.  | Parfait déséquilibre    | 3:40  |
| 5.  | 5 minutes avec toi      | 3:02  |
| 6.  | Imagine                 | 3:56  |
| 7.  | Réflexions              | 3:11  |
| 8.  | Autour de moi           | 3:06  |
| 9.  | Qu'est-ce qu'on gardera | 2:53  |
| 10. | Lune                    | 3:26  |
| 11. | Sal de Mi Mente         | 4:04  |
| 12. | Si t'as mal             | 2:36  |
| 13. | Higher                  | 3:08  |
| 14. | Imagine... The Answer   | 3:56  |

## Clips vidéos
- États d'amour : 20 septembre 2017
- Higher : 5 octobre 2017
- Les Rues de ma peine : 9 février 2018
- Anja : 20 juin 2018
- Longtemps : 17 août 2018
- 5 minutes avec toi : 12 avril 2019

## Crédits
Addictions est masterisé aux studios Sterling Sound de New York par Chris Gehringer, à l'exception du titre No Vacancy.
- Production et management : David Boukhobza et Arié Sion
- Production executive : Nazim Khaled et Silvio Lisbonne pour Sash Productions
- Direction artistique Sash Productions : Silvio Lisbonne, Nazim Khaled et Amir Haddad
- Direction artistique Warner Music France : Benjamin Marciano
- Chef de projet Warner Music France : David Scantamburlo
- Photo et design : Yann Orhan

## Classements
| Classements (2017)           | Meilleure position |
| ---------------------------- | ------------------ |
| Belgique (Wallonie Ultratop) | 8                  |
| France (SNEP)                | 3                  |
| Suisse (Schweizer Hitparade) | 17                 |

## Ventes et certifications
| Région | Certification | Ventes/Streams |
| --- | ------------- | -------------- |
| France (SNEP) | 3 × Platine   | 350 000‡       |
| *Ventes selon la certification ^Mise en rayon selon la certification xNon précisé par la certification ‡ventes/streaming selon la certification |               |                |